# Europas Grand Prix 2004
Europas Grand Prix 2004 var det sjunde av 18 lopp ingående i formel 1-VM 2004. Loppet kördes i Tyskland.

## Rapport
Michael Schumacher i Ferrari kom tillbaka med besked efter den tråkiga sortin i Monaco veckan innan och tog pole position på hemmabanan Nürburgring medan Takuma Sato i BAR kvalade in som tvåa. Den formstarke Jarno Trulli i Renault stod i andra ledet tillsammans med Kimi Räikkönen i McLaren, som gjorde säsongens bästa kval med sin klart svaga Mercedesmotor. Jenson Button i BAR och Fernando Alonso i Renault stod i det tredje ledet. Bakom dem startade Rubens Barrichello i Ferrari, som inte alls kunde matcha sin stallkollega i kvalet, före Juan Pablo Montoya i Williams, Ralf Schumacher i Williams och Olivier Panis i Toyota.
Michael Schumacher var något hotad i starten gick då Trulli körde om Sato strax efter start. 
Sato kom dock tillbaka, tack vare en väldigt sen inbromsning. Detta gjorde det möjligt för Räikkönen att knipa andraplatsen. Williamsförarna fick problem i första kurvan då Montoya bromsade för sent och körde in i Ralf Schumacher vars hjulupphängning brast. Montoya å sin sida tvingades uppsöka depån för att få en ny framvinge på sin bil. Michael Schumacher kunde nu lätt dra ifrån fältet med Räikkönen i en undermålig McLaren på andraplatsen. Den ende som egentligen drog nytta av situationen var Barrichello, som tack vare sin tvåstoppstrategi tog sig upp till en andraplats i loppet. 
Andraplatsen var dock länge osäker, då Sato bara låg några sekunder bakom efter sitt sista depåstopp. När väl Sato var ikapp Barrichello gjorde han ett något optimistiskt omkörningsförsök in i första kurvan, där han egentligen låg för långt bak för att en omkörning skulle vara möjlig. Barrichello, som inte riktigt var beredd på en sådan manöver, hade redan börjat styra in i kurvan då Sato smällde in i sidan på hans bil. Barrichello klarade sig relativt oskadd och kunde gå i mål som tvåa bakom Michael Schumacher och ge Ferrari en dubbelseger. 
Sato hade dock åsamkat sig en nosskada och tvingades gå i depå för byte av framvinge, varför tredjeplatsen övertogs av hans stallkollega Button. Sato kunde sedan inte slutföra tävlingen då hans motor gav upp tretton varv från mål på grund av överhettning, vilket var ett resultat av det sista och ödesdigra depåstoppet. Trulli kom, efter att ha tappet till BAR-föraren, fyra före stallkollegan Alonso som kom femma strax bakom. Giancarlo Fisichella i Sauber var dock tävlingens sensation när han från den nittonde startrutan gick i mål som sexa efter att ha bara gjort två depåstopp. Mark Webber i Jaguar gick i mål som sjua före Montoya, som inte lyckades bättre efter debaclet på första varvet.
Anmärkningsvärt är att båda McLaren-bilarna bröt efter två rejäla motorras.

## Resultat
1. Michael Schumacher, Ferrari, 10 poäng
2. Rubens Barrichello, Ferrari, 8
3. Jenson Button, BAR-Honda, 6
4. Jarno Trulli, Renault, 5
5. Fernando Alonso, Renault, 4
6. Giancarlo Fisichella, Sauber-Petronas, 3
7. Mark Webber, Jaguar-Cosworth, 2
8. Juan Pablo Montoya, Williams-BMW, 1
9. Felipe Massa, Sauber-Petronas
10. Nick Heidfeld, Jordan-Ford
11. Olivier Panis, Toyota
12. Christian Klien, Jaguar-Cosworth
13. Giorgio Pantano, Jordan-Ford
14. Gianmaria Bruni, Minardi-Cosworth
15. Zsolt Baumgartner, Minardi-Cosworth

### Förare som bröt loppet
- Takuma Sato, BAR-Honda (varv 47, motor)
- David Coulthard, McLaren-Mercedes (25, motor)
- Kimi Räikkönen, McLaren-Mercedes (9, motor)
- Ralf Schumacher, Williams-BMW (0 ,olycka)
- Cristiano da Matta, Toyota (0, olycka)

## VM-ställning
| Förarmästerskapet 1. Michael Schumacher, Ferrari, 60 2. Rubens Barrichello, Ferrari, 46 3. Jenson Button, BAR-Honda, 38 | Konstruktörsmästerskapet 1. Ferrari, 106 2. Renault, 61 3. BAR-Honda, 46 |